# 马特施泰特
马特施泰特（德語：Mattstedt，發音：[ˈmatˌʃtɛt]）是德国图林根州魏玛地区县曾经的一个市镇，面积4.92平方千米，2012年12月31日人口为499人。2013年12月31日，马特施泰特与另外8个市镇合并为新市镇伊尔姆塔尔-魏恩施特拉瑟。